# Байес, Томас
То́мас Ба́йес (англ. Thomas Bayes; 1702, Лондон — 17 апреля 1761, Танбридж-Уэллс) — британский математик, статистик, пресвитерианский священник. Член Лондонского королевского общества (1742).

## Биография
Родился в 1702 году в Лондоне. Отец — Джошуа Байес — пресвитерианский священник, был представителем известного нонконформистского рода из Шеффилда. Томас обучался дома и в 1719 году поступил в Эдинбургский университет изучать логику и богословие. По возвращении домой в 1722 году Байес помогал отцу в часовне проводить службу, а вскоре, в 30-х годах, сам стал священником в пресвитерианской церкви. В 1734 году переехал в Танбридж Уэллс, графство Кент. В 1752 году он вышел в отставку. Умер в 1761 году.

## Научная деятельность
Математические интересы Байеса относились к теории вероятностей. Он сформулировал и решил одну из основных задач этого раздела математики (теорема Байеса). Работа, посвящённая этой задаче, была опубликована в 1763 году, посмертно. Формула Байеса, дающая возможность оценить вероятность событий эмпирическим путём, играет важную роль в современной математической статистике и теории вероятностей. Другая крупная его работа — «Очерки к решению проблемы доктрины шансов». Используется терминология: байесовская вероятность, байесовская сеть доверия, байесовская оценка решения, байесовское программирование и т. п.

## Труды
Он опубликовал при жизни всего две работы, одна из них богословская, другая — математическая:
1. Divine Benevolence, or an Attempt to Prove That the Principal End of the Divine Providence and Government is the Happiness of His Creatures (1731)
2. An Introduction to the Doctrine of Fluxions, and a Defence of the Mathematicians Against the Objections of the Author of The Analyst (опубликовано анонимно в 1736)